# Roger Jackson
Roger Charles Jackson OC (* 14. Januar 1942 in Toronto) ist ein ehemaliger kanadischer Ruderer und Hochschullehrer.
Der 1,99 m große Roger Jackson begann 1959 an der University of Western Ontario mit dem Rudersport. Nach seiner Graduierung wechselte er zum Post-Graduiertenstudium 1963 an die University of Toronto, entschloss sich aber dann zu einem Wechsel an die University of British Columbia, weil er sich dort bessere Möglichkeiten für seine sportliche Karriere ausrechnete. Der Achter der UBC Thunderbirds gewann ohne Jackson 1964 die kanadische Meisterschaft und wurde für die Olympischen Spiele in Tokio nominiert. Jackson war mit Donald Pretty für den Zweier ohne Steuermann vorgesehen. Als das Achter-Mitglied George Hungerford erkrankte, rückte Pretty in den Achter auf und Hungerford wechselte nach seiner Genesung zu Jackson in den Zweier. Ihr erstes gemeinsames Rennen war der Vorlauf in Tokio, den sie vor dem dänischen Boot gewannen. Im Finale siegten die beiden Kanadier mit 46 Hundertstelsekunden Vorsprung auf die Niederländer. Die Goldmedaille von Jackson und Hungerford war die einzige Goldmedaille für Kanada bei den Spielen in Tokio, die beiden wurden 1964 mit der Lou Marsh Trophy ausgezeichnet.
Jackson nahm noch an den Olympischen Spielen 1968 (Platz 11 im Einer) und 1972 (Platz 12 im Vierer mit Steuermann) teil. Derweil schloss er sein Studium der Körpererziehung ab und setzte seine akademische Laufbahn mit der Promotion an der University of Wisconsin und dann an der Universität Kopenhagen fort. Ab 1978 war er Dekan an der sportwissenschaftlichen Fakultät an der University of Calgary. Daneben war er in Kanadas Sportverbänden aktiv, so war er von 1982 bis 1990 Vorsitzender des Canadian Olympic Committee. Er war aktiv an der Bewerbung für die Durchführung der Olympischen Winterspiele 1988 in Calgary beteiligt und leitete das kanadische Sportförderprogramm Own the Podium.
1983 wurde er zum Officer des Order of Canada ernannt, 1997 erhielt er den Olympischen Orden in Silber.